# Arnaud de Castelbajac
Pour les articles homonymes, voir Castelbajac.
Pour les autres membres de la famille, voir Famille de Castelbajac.
Arnaud Armand Henri Hippolyte de Castelbajac dit le marquis de Castelbajac né le 4 mai 1871 à Argueil (Seine-Inférieure) et mort le 5 novembre 1949 à Paris, est un officier de cavalerie et tireur sportif français.
Il termine 6e aux Jeux olympiques de 1924.

## Dans l'armée
- Ancien élève de l'École Spéciale Militaire de Saint-Cyr, il est sous-lieutenant au 15e régiment de dragons en 1894 et s'illustre dans de nombreux concours hippiques[3].
- Élève de l'École de Cavalerie de Saumur (Cours 1894-1895) il est promu lieutenant par décret du 26 septembre 1895[4].
- Promu capitaine en 1902 il est affecté au 19e régiment de dragons[5] et commence à pratiquer le tir au revolver en compétition militaire[6].
- En 1916, officier d'état-major il participe à une mission d'officiers de pays neutres venus visiter des usines d'armement à Bordeaux[7].
- En 1917, il est nommé directeur du Centre d'instruction des autos-mitrailleuses (CIAM) chargé d'entraîner au tir automatique les nouveaux personnels affectés aux Groupes d'autos-mitrailleuses et autos-canons. Le CIAM est rattaché depuis le 1er juillet 1916 au 13e escadron de dépôt du 27e régiment de dragons chargé de la gestion administrative des personnels des GAMAC. Initialement implanté à Boulogne (Seine), il est alors établi à Versailles au quartier de Croy, rue Royale[8].

Le capitaine de Castelbajac, connu et apprécié de tous les hommes servant dans les groupes d'autos-mitrailleuses, est le héros d'un poème parodique en huitains, dû à François Désert, soldat artilleur du 11e groupe d'autos-mitrailleuses et autos-canons, dont la première strophe donne le ton :

« Ce sont les autos-mitrailleuses

De Carbon, de Castel ... bajac ;

Ce sont les grandes ravageuses

A l'impitoyable tac tac.

Leur réputation est fameuse

De Verdun jusqu'à Bergerac.

Ce sont les autos-mitrailleuses

De Carbon, de Castel ... bajac. »

Ses nombreuses inspections des groupes, son sens pratique et sa préoccupation constante de la sécurité des personnels l'amènent à jouer un rôle prépondérant dans la conception de la nouvelle automitrailleuse appelée à équiper les unités qu'il commande. On lui doit en particulier l'invention et la mise au point de la tourelle dont est définitivement dotée l'auto-mitrailleuse conçue par MM de Ségur et Lorfeuvre et in fine montée en 1918 sur un châssis White TBC.
- Le capitaine de Castelbajac, capitaine aux autos-mitrailleuses, est nommé chevalier de la Légion d'honneur dans la promotion du 1er janvier 1919[11].

## Compétitions de tir
En 1910, Arnaud, comte de Castelbajac, à l'issue du concours annuel de commandement de Gastinne Renette, prend les premières places dans les catégories pistolet au visé, revolver au visé, revolver vitesse.
Il s'illustre en 1914, d'une part en remportant le prix de tir au pistolet sur silhouette de la Société "Le pistolet" d'Issy, d'autre part en parrainant un prix de tir (conditions de Stockholm) au Stand de Maisons-Laffitte.